# Anitta
Larissa de Macedo Machado (sinh 30 tháng 3 năm 1993, nghệ danh: Anitta) là một ca sĩ kiêm sáng tác nhạc, diễn viên và vũ công người Brazil. Anitta nổi tiếng thế giới sau khi ra mắt đĩa đơn đầu tay "Show das Poderosa" năm 2013. Tháng 11 năm 2014, cô biểu diễn tại giải Grammy Latin, trở thành ca sĩ người Brazil trẻ nhất từng biểu diễn tại đây.
Tháng 1 năm 2013, Anitta ký hợp đồng với hãng Warner Music Brazil, cô phát hành album đầu tay cùng tên vào tháng 7 cùng năm đó. Album nhận được 3 chứng nhận vàng và 2 chứng nhận bạch kim từ ABPD. Đĩa đơn đầu tiên của album, "Show das Poderosas", thành một bản hit và xếp hạng cao tại bảng xếp hạng Billboard Brazilian.

## Danh sách album
- Anitta (2013)
- Ritmo Perfeito (2014)
- Bang (2015)
- Kisses (2019)

## Danh sách phim

### Điện ảnh
| Năm  | Tên                        | Vai                | Ghi chú   |
| ---- | -------------------------- | ------------------ | --------- |
| 2014 | Copa de Elite              | Phóng viên tin tức | Vai phụ   |
| 2014 | Didi e O Segredo dos Anjos | Deusa Solares      | Vai chính |
| 2015 | Breaking Through           | (Chính mình)       | Vai phụ   |
| 2017 | Meus 15 Anos               | (Chính mình)       | Vai phụ   |

### Truyền hình
| Năm         | Tên                               | Vai                   | Ghi chú                           |
| ----------- | --------------------------------- | --------------------- | --------------------------------- |
| 2013        | Amor à Vida                       | (Chính mình)          |                                   |
| 2014        | Sai do Chão                       | (Chính mình)          | Mùa 1                             |
| 2014        | Dança dos Famosos                 | (Chính mình)          |                                   |
| 2015        | Música.doc                        | (Chính mình)          | Phim tài liệu của kênh MTV Brazil |
| 2015        | Vai Que Cola                      | (Chính mình)          | Mùa 2                             |
| 2015        | Alto Astral                       | (Chính mình)          |                                   |
| 2016        | Tomara Que Caia                   |                       | Mùa 1, tập 1                      |
| 2015        | Osmar the First Slice of the Loaf | Pãonitta (lồng tiếng) |                                   |
| 2016 - 2017 | Musica Boa Ao Vivo                | MC                    | Mùa 2 và 3                        |
| 2017        | The Tonight Show                  | (Chính mình)          | Khách mời                         |
| 2017        | Chacrinha, o Eterno Guerreiro     | (Chính mình)          | Khách mời                         |
| 2017        | Lady Night                        | (Chính mình)          | Khách mời                         |
| 2019        | História de Lobos                 |                       |                                   |